# Xonissauro
Shonisaurus era um género de ictiossauro ("réptil peixe") que viveu há aproximadamente 200 milhões de anos durante o período Triássico no Oeste dos EUA. Era um réptil marinho que atingiu proporções gigantescas, podendo medir pouco mais de 15 metros de comprimento. Estima-se que podia chegar a pesar mais de 40 toneladas, tendo sido um dos maiores répteis marinhos que já existiram, mas não sendo o maior ictiossauro conhecido porque recentemente foi encontrado um maior ainda com 23 metros de comprimento no Canadá. O Shonisauro se alimentava de peixes e moluscos nos oceanos triássicos.